# Фьорелло, Джузеппе
Джузе́ппе Фьоре́лло (итал. Giuseppe Fiorello), он же Бе́ппе Фьоре́лло (итал. Beppe Fiorello) или Фьорелли́но (итал. Fiorellino; род. 12 марта 1969 года, Катания, Сицилия, Италия) — итальянский актёр, радио- и телеведущий, сценарист, продюсер.

## Биография

### Личная жизнь
Джузеппе Фьорелло родился в Катании 12 марта 1969 года. Он приходится младшим братом известному конферансье Розарио Фьорелло и телеведущей Катене Фьорелло.
16 октября 2010 года в капелле Святого Петра в Ватикане обвенчался с давней спутницей Элеонорой Прателли, от которой имеет двух детей — дочь Аниту (род. 2003) и сына Николу (род. 2005).

### Карьера

#### 1990-е годы
Несмотря на робкий и замкнутый характер, с раннего детства ему нравилось рассказывать истории. Работал сантехником на курорте Вальтур в Бруколи. Здесь, участвуя с братом в развлекательных представлениях, имел успех у зрителей.
В 1994 году устроился ведущим на Радио Диджей под псевдонимом Фьореллино, где работал вместе с Марко Бальдини, Лукой Лауренти и Амадеусом.
В том же году дебютировал на телевидении в компании Медиасет в программе Караоке, которую ранее вёл его старший брат, где работал вместе с Антонеллой Элиа. Вскоре из-за низкого рейтинга передача была закрыта.
В 1996 году в книжном магазине в Риччоне, через телеведущую Дарию Биньярди, познакомился с писателем Никколо Амманити, презентовавшим читателям свой сборник рассказов «Грязь». Спустя несколько дней, писатель попросил Джузеппе Фьорелло приехать в Рим на пробы для фильма по его сценарию, который снимал режиссёр Марко Ризи. Таким образом, в 1998 году он дебютировал в кино с фильмом «Последний Новый год». Позднее он дебютировал и на телевидение в телесериале «Последний» режиссёра Стефано Реали, который транслировался по Пятому каналу. В главной роли капитана полиции Роберто Ди Стефано, по прозвищу Последний, снимался актёр Рауль Бова, а Джузеппе Фьорелло сыграл роль его коллеги, ефрейтора Доменико Ночелли, по прозвищу Парсифаль.
В следующем году он появился в эпизодической роли в фильме «Талантливый мистер Рипли», в котором играли его старший брат, актёры Мэтт Дэймон, Гвинет Пэлтроу, Джуд Лоу и Кейт Бланшетт. Следом Джузеппе Фьорелло снялся в двух картинах о мафии — в 1999 году в главной роли в фильме Алессандро Ди Робиланта «Зловонные» и в 2001 году в роли второго плана в телефильме «Укус змеи» Луиджи Паризи.

#### 2000-е годы
В 2000 году снялся в фильме «Китаец в коме» режиссёра Карло Вердоне.
В 2001 году снова снялся у Марко Ризи в фильме «Три жены». В 2001 и 2002 году участвовал в двух вечерних выпусках телепередачи «Сегодня вечером плачу я», ведущим в которой был его старший брат, Розарио Фьорелло.
Затем снялся в нескольких телесериалах, транслировавшихся на канале Итальянской государственной телерадиокомпании: «Война закончилась» (2002) режиссёра Лодовико Гаспарини, «Сальво Д’Акуисто» (2003) Альберто Сирони, «Неправильный человек» (2005) Стефано Реали, «Великий Турин» (2005) Клаудио Бонивенто, «Сердце в колодце» (2005) Альберто Негрин, «Ребёнок на воде» (2005) Паоло Бьянкини и «Джо Петрозино» (2006) Альфредо Пейретти. В том же году снялся в первом эпизоде телесериала «Преступления».
В 2007 году Джузеппе Фьорелло снялся в главной роли в телесериале «Джузеппе Москати. Исцеляющая любовь» режиссёра Джакомо Кампиотти, за которым снялся в телевизионном фильме «Украденная жизнь» режиссёра Грациано Диана и в 2008 году в телесериале «Воскресный ребёнок» режиссёра Маурицио Дзаккаро. Затем играл в передаче «Шутки в сторону».
В 2007 году дебютировал в качестве режиссёра клипа для альбома «Изменчивый обитатель в моей обычной оболочке» сицилийской певицы Сильвии Салеми и в 2008 году вернулся на большой экран с фильмами «Свидание в неурочный час» Стефано Колетты, «Вежливые люди» Эдоардо Винспеаре и «Цуг» Джузеппе Торнаторе.

#### 2010-е годы
В 2010 году на канале RAI1 с его участием вышли следующие фильмы: «Скандал с Банком Рима» режиссёра Стефано Реали, «Жребий» Джакомо Кампиоти и «Легенда о бандите и чемпионе» Лодовико Гаспарини; в последнем он сыграл роль Санте Полластри. В том же году принял участие в шестом сезоне телепередачи «Танцы со звездами», как танцор в паре на вечер танго.
В честь 150-летия объединения Италии, вместе с Розарио Фьорелло, снял короткометражный фильм под названием «Завтра», в котором снялись его дочь и сын. Это был первый совместный проект кинокомпаний РОСА Розарио и Иблафильм Беппе.
После снялся в фильмах «Потерянные поцелуи» Роберты Терра и «Материк» Эмануэле Криалезе и в телефильме «Я всегда буду твоим отцом» Лодовико Гаспарини, где был также соавтором сценария. 28 ноября 2011 года стал гостем третьего выпуска телевизионного шоу старшего брата Величайшее шоу после выходных.
В 2012 году снялся в фильме «Присутствие великолепия» Ферзана Озпетека, который получил восемь номинаций премии Давид ди Донателло 2012 и девять номинаций премии Серебряная лента 2012, в последней в номинации «Актёр второго плана» участвовал сам Джузеппе Фьорелло. В сентябре того же года возглавил жюри конкурса Мисс Италия 2012.
В феврале 2013 года стал гостем фестиваля в Сан-Ремо у ведущего Фабио Фацио, где представил телесериал «Летать. Великая история Доменико Модуньо» режиссёра Риккардо Милани, в котором сыграл главную роль. По этому случаю, весь второй вечер фестиваля пели песни известного композитора и певца. Вошёл в состав жюри последнего вечера музыкального конкурса. За роль Доменико Модуньо в августе того же года получил от мэра Полиньяно-а-Маре звание почётного гражданина.
В марте 2013 года снялся в фильме «Добро пожаловать, президент!» у того же Риккардо Милани. В 2014 году снялся в фильмах «Если я закрою глаза, то больше не буду здесь» Витторио Морони и «Золото Скампии» Марко Понтекорво.
Стал продюсером, соавтором сценария и сыграл главную роль в телесериале «Ангел Сараево» режиссёра Энцо Монтелеоне, премьера которого прошла на Рай Уно в январе 2015 года. Планируется, что он примет участие в телесериале «Я не сдаюсь» того же Энцо Монтелеоне, в котором сыграет главную роль — Роберто Манчини, полицейского-героя из Земли пожаров, который умер от рака.